# Krystyna Gay-Kutschenreiter
Krystyna Gay-Kutschenreiter (ur. 1936 w Łodzi) – polska artystka ceramiczka. 

## Życiorys
Krystyna Gay-Kutschenreiter studiowała na Wydziale Artystycznym Uniwersytetu Mikołaja Kopernika w Toruniu. Dyplom uzyskała w 1961 na Wydziale Ceramiki Akademii Sztuk Pięknych we Wrocławiu w pracowni Rudolfa Krzywca. W 1962 została członkinią Związku Polskich Artystów Plastyków.
W 1964 przeprowadziła się do Bolesławca. Od 1964 do 1998 uczyła w klasie ceramiki w bolesławieckiej Zasadniczej Szkole Zawodowej. W latach 1990–2005 pełniła funkcję komisarz artystycznej Ogólnopolskich Plenerów Ceramiczno-Rzeźbiarskich w Bolesławcu, od 1996 – z jej inicjatywy i pod jej kierunkiem – Międzynarodowych Plenerów Ceramiczno-Rzeźbiarskich. Była kuratorką wystaw w Bolesławieckim Ośrodku Kultury i szeregu miast w Polsce. Przez wiele lat należała do Rady Muzeum Ceramiki w Bolesławcu.
Zajmuje się ceramiką unikatową i rzeźbą ceramiczną. Miała szereg wystaw indywidualnych i zbiorowych, także zagranicznych.
Prace Krystyny Gay-Kutschenreiter znajdują się w zbiorach m.in.: Muzeum Narodowego we Wrocławiu i Muzeum Narodowego w Poznaniu, Muzeum Ceramiki w Bolesławcu, Bolesławieckiego Ośrodka Kultury, Muzeum Górnośląskiego w Bytomiu, BWA w Jeleniej Górze, Galerii Rzeźby Naja w Przesiece Kunstforum Piaristen w Wiedniu.

## Odznaczenia i wyróżnienia
- 1983 – Nagroda Naczelnika Miasta Bolesławiec[1]
- 1994 – Odznaka „Zasłużony Działacz Kultury”[1]
- 1998 – Nagroda Wojewody Jeleniogórskiego[1]
- 1999 – Złota odznaka Związku Polskich Artystów Plastyków[1]
- 1999, 2004, 2010 – Nagroda Prezydenta Miasta Bolesławiec[1][2]
- 2016 – honorowa obywatelka Bolesławca[3]
- 2016 – Brązowy Medal „Zasłużony Kulturze Gloria Artis”[4]
- 2017 – Nagroda Marszałka Dolnośląskiego za Szczególne Osiągnięcia dla Regionu[2]
- Złoty Krzyż Zasługi (za działalność pedagogiczną)[1]